# Sukajaya (Lembang)
Sukajaya is een bestuurslaag in het regentschap Bandung Barat van de provincie West-Java, Indonesië. Sukajaya telt 11.831 inwoners (volkstelling 2010).